# Cotiella
Cotiella je výrazný horský masiv v jižní části Centrálních Pyrenejí ve Španělsku. Má více vrcholů, nejvyšší se stejným názvem Cotiella má nadmořskou výšku 2 912 metrů. Cotiella se nachází v autonomním společenství Aragonie, v provincii Huesca.
Leží mezi toky řek Cinca na západě a Ésera na východě. Jihozápadně leží horský masiv Sierra Ferrera, severně údolí Valle de Gistau.
Cotiella náleží do první dvacítky nejvyšších hor Španělska s prominencí vyšší než 500 metrů.